# Carnaval de Barranquilla
Carnaval de Barranquilla är en karneval som äger rum varje år i staden Barranquilla i norra Colombia. Karnevalen, som har anor från 1800-talet, varar i fyra dagar före askonsdagen.